# Potentilla brevifolia
Potentilla brevifolia är en rosväxtart som beskrevs av Thomas Nuttall, John Torrey och Gray. Potentilla brevifolia ingår i Fingerörtssläktet som ingår i familjen rosväxter. Utöver nominatformen finns också underarten P. b. perseverans.